# Максимово (деревня, Сафоновский район)
Максимово — деревня в Смоленской области России, в Сафоновском районе. Население – 58 жителей (2007 год) . Расположена в центральной части области в 5 км к востоку от города Сафонова, в 2 км южнее автодороги М1 «Беларусь», на берегу реки Каменка. В 0,3 км севернее от деревни железнодорожная станция Максимово	 на линии Москва — Минск. Входит в состав Пушкинского сельского поселения.

## История
В годы Великой Отечественной войны деревня была оккупирована гитлеровскими войсками в сентябре 1941 года, освобождена в 1943 году.